# Geranomyia viridella
Geranomyia viridella is een tweevleugelige uit de familie steltmuggen (Limoniidae). De soort komt voor in het Neotropisch gebied.